# 彩風咲奈
彩風 咲奈（あやかぜ さきな、1990年2月13日 - ）は、元宝塚歌劇団雪組トップスター。
愛媛県大洲市、市立大洲北中学校出身。身長173cm。血液型O型。愛称は「さき」。

## 来歴
2005年、宝塚音楽学校入学。
2007年、音楽学校卒業後、宝塚歌劇団に93期生として首席入団。星組公演「さくら／シークレット・ハンター」で初舞台。その後、雪組に配属。
舞台映えする容姿と抜群のスタイルを生かしたダンスで注目を集め、2008年の阪急阪神初詣ポスターモデルに起用される。
2010年の「ソルフェリーノの夜明け」で新人公演初主演。その後も、劇団最多タイとなる5度に渡って新人公演主演を務める。
2011年のバウ・ワークショップ「灼熱の彼方」で、彩凪翔とバウホール公演初主演。
2014年の「パルムの僧院」でバウホール公演単独初主演。
2017年の「CAPTAIN NEMO」（日本青年館・ドラマシティ公演）で、雪組2番手として東上公演初主演。
2019年の「ハリウッド・ゴシップ」（KAAT神奈川芸術劇場・ドラマシティ公演）で、2度目の東上公演主演。
2020年の「炎のボレロ／Music Revolution!」（梅田芸術劇場公演）で主演。当初は自身初の全国ツアー主演作として上演が予定されていたが、新型コロナウイルス感染拡大により、梅田芸術劇場のみでの振替公演となった。
2021年4月12日付で雪組トップスターに就任。雪組から11年ぶりに誕生した生え抜きのトップとなった。相手役に朝月希和を迎え、同年の「CITY HUNTER／Fire Fever!」でトップコンビ大劇場お披露目。
2022年に朝月の退団に伴い、夢白あやを2人目の相手役に迎え、翌年の「BONNIE & CLYDE」（御園座公演）で新トップコンビお披露目。
2024年10月13日、「ベルサイユのばら」東京公演千秋楽をもって、宝塚歌劇団を退団。

## 人物
子供の頃は活発で、小学生の時に生徒会役員、中学生の時は生徒会長をしていた。学校が好きだったので、宝塚に入っていなければ教師になりたかった。
母親が宝塚歌劇のファンだった影響で、本人は観たことがないにもかかわらず、幼い頃の将来の夢は「宝塚の男役」だった。
小学6年の時、正月にNHKで放送されていた「ベルサイユのばら2001」で宝塚歌劇を初めて観て、オスカル役の彩輝直に一目惚れし、宝塚を目指すようになった。
愛称の「さき」は本名に由来する。本名は、母親が当時好きだったNHK連続テレビ小説「青春家族」の主人公の名前から取った名前だという。
芸名は「咲」の字が入った名前を赤ちゃんの名前辞典から探して「咲奈」と決め、それに合う名字を母親が選んだ候補の中から決めた。

## 宝塚歌劇団時代の主な舞台

### 初舞台
- 2007年3 - 4月、星組『さくら』『シークレット・ハンター』（宝塚大劇場のみ）

### 雪組時代
- 2008年1 - 3月、『君を愛してる-Je t'aime-』 - ピエロ『ミロワール』
- 2008年5 - 6月、『凍てついた明日』（バウホール） - ジョーンズ[注釈 1]
- 2008年8 - 11月、『ソロモンの指輪』『マリポーサの花』 - 新人公演：リナレス（本役：音月桂）
- 2008年12 - 2009年1月、『カラマーゾフの兄弟』（ドラマシティ・赤坂ACTシアター） - レオニード
- 2009年3 - 5月、『風の錦絵』『ZORRO 仮面のメサイア』 - フライング・ホース、新人公演：オリバレス総督（本役：凰稀かなめ／早霧せいな）
- 2009年7 - 10月、『ロシアン・ブルー』 - 新人公演：ヘンリー・スペンサー（本役：彩吹真央）『RIO DE BRAVO!!（リオ デ ブラボー）』
- 2009年11 - 12月、『雪景色』（バウホール・日本青年館） - 米やん／巳之助[注釈 2]／伊予八郎直嗣[注釈 3]
- 2010年2 - 4月、『ソルフェリーノの夜明け』 - ジョゼフ、新人公演：アンリー・デュナン（本役：水夏希）『Carnevale（カルネヴァーレ）睡夢（すいむ）』 新人公演初主演[11][6][12]
- 2010年6 - 9月、『ロジェ』 - ヴィンセント、新人公演：ロジェ（本役：水夏希）『ロック・オン!』 新人公演主演[11][6][12]
- 2010年10 - 11月、『はじめて愛した』（ドラマシティ・日本青年館） - ジュリアーノ・ロッシ
- 2011年1 - 3月、『ロミオとジュリエット』 - 死、新人公演：ロミオ（本役：音月桂） 新人公演主演[11][6][12]
- 2011年4 - 5月、『黒い瞳』 - トリオ（勇気）『ロック・オン!』（全国ツアー）
- 2011年7月、『灼熱の彼方〜「オデュセウス編」と「コモドゥス編」〜』（バウホール） - オデュセウス バウWS主演[13][12][3]
- 2011年9 - 11月、『仮面の男』 - モリエール、新人公演：ルーヴォア（本役：彩那音）『ROYAL STRAIGHT FLUSH!!』
- 2011年12 - 2012年1月、『Samourai』（ドラマシティ・日本青年館） - 鹿内圭介／ガスパール
- 2012年3 - 5月、『ドン・カルロス』 - フェルディナンド、新人公演：フアン・デ・アウストリア（本役：緒月遠麻）『Shining Rhythm!』
- 2012年7 - 8月、『フットルース』（梅田芸術劇場・博多座） - ジーター
- 2012年10 - 12月、『JIN-仁-』 - 高岡玄斉、新人公演：南方仁（本役：音月桂）『GOLD SPARK!-この一瞬を永遠に-』 新人公演主演[23][6][12]
- 2013年2月、『ブラック・ジャック』（ドラマシティ・日本青年館） - カイト
- 2013年4 - 7月、『ベルサイユのばら-フェルゼン編-』 - アラン・ド・ソワソン／ロセロワ[注釈 4]、新人公演：ハンス・アクセル・フォン・フェルゼン（本役：壮一帆） 新人公演主演[23][6][12]
- 2013年8 - 9月、『若き日の唄は忘れじ』 - 島崎与之助『ナルシス・ノアールII』（全国ツアー）
- 2013年11 - 2014年2月、『Shall we ダンス?』 - レオン、新人公演：アルバート（本役：彩凪翔／未涼亜希）『CONGRATULATIONS 宝塚!!』
- 2014年3月、『ベルサイユのばら-オスカルとアンドレ編-』（全国ツアー） - ベルナール・シャトレ
- 2014年6 - 8月、『一夢庵風流記 前田慶次』 - 深草重三郎『My Dream TAKARAZUKA』
- 2014年10 - 11月、『パルムの僧院-美しき愛の囚人-』（バウホール） - ファブリス・デル・ドンゴ バウ主演[6][10]
- 2015年1 - 3月、『ルパン三世 -王妃の首飾りを追え!-』 - 次元大介『ファンシー・ガイ!』
- 2015年5月、『星影の人』 - 桂小五郎『ファンシー・ガイ!』（博多座）
- 2015年7 - 10月、『星逢一夜（ほしあいひとよ）』 - ちょび康（康吉）『La Esmeralda（ラ エスメラルダ）』
- 2015年11 - 12月、『哀しみのコルドバ』 - ビセント・ロペス『La Esmeralda（ラ エスメラルダ）』（全国ツアー）
- 2016年2 - 5月、『るろうに剣心』 - 斎藤一
- 2016年6 - 7月、『ドン・ジュアン』（KAAT神奈川芸術劇場・ドラマシティ） - ドン・カルロ
- 2016年10 - 12月、『私立探偵ケイレブ・ハント』 - カズノ・ハマー『Greatest HITS!』
- 2017年2月、『星逢一夜（ほしあいひとよ）』 - ちょび康『Greatest HITS!』（中日劇場）
- 2017年4 - 7月、『幕末太陽傳（ばくまつたいようでん）』 - 息子徳三郎[注釈 5]『Dramatic “S”!』[24]
- 2017年8 - 9月、『CAPTAIN NEMO』（日本青年館・ドラマシティ） - ネモ船長 東上初主演[14]
- 2017年11 - 2018年2月、『ひかりふる路（みち）〜革命家、マクシミリアン・ロベスピエール〜』 - ジョルジュ・ジャック・ダントン『SUPER VOYAGER!』[2]
- 2018年3 - 4月、『誠の群像』 - 山南敬助／榎本武揚『SUPER VOYAGER!』（全国ツアー）
- 2018年6 - 9月、『凱旋門』 - アンリ・ジャルダン『Gato Bonito!!』
- 2018年11 - 2019年2月、『ファントム』 - ジェラルド・キャリエール[2]
- 2019年3 - 4月、『20世紀号に乗って』（東急シアターオーブ） - ブルース・グラニット
- 2019年5 - 9月、『壬生義士伝』 - 大野次郎右衛門『Music Revolution!』
- 2019年10月、『ハリウッド・ゴシップ』（KAAT神奈川芸術劇場・ドラマシティ） - コンラッド・ウォーカー 東上主演[6][15]
- 2020年1 - 3月、『ONCE UPON A TIME IN AMERICA（ワンス アポン ア タイム イン アメリカ）』 - マックス
- 2020年8 - 9月、『炎のボレロ』 - アルベルト・カザルス『Music Revolution!-New Spirit-』（梅田芸術劇場） 主演[17][16]
- 2021年1 - 4月、『fff-フォルティッシッシモ-』 - ナポレオン・ボナパルト『シルクロード〜盗賊と宝石〜』

### 雪組トップスター時代
- 2021年6月、『ヴェネチアの紋章』 - アルヴィーゼ・グリッティ『ル・ポァゾン 愛の媚薬-Again-』（全国ツアー） トップお披露目公演[25]
- 2021年8 - 11月、『CITY HUNTER』 - 冴羽獠『Fire Fever!』 大劇場トップお披露目公演[18][19][1]
- 2022年3 - 6月、『夢介千両みやげ』 - 夢介『Sensational!』[26]
- 2022年7 - 8月、『ODYSSEY（オデッセイ）-The Age of Discovery-』（梅田芸術劇場） - ブルーム[27]
- 2022年10 - 12月、『蒼穹の昴』 - 梁文秀[28]
- 2023年2 - 3月、『BONNIE & CLYDE』（御園座） - クライド・バロウ[20][21]
- 2023年4 - 7月、『Lilac（ライラック）の夢路』 - ハインドリヒ『ジュエル・ド・パリ!!』[29]
- 2023年8 - 9月、『愛するには短すぎる』 - フレッド・ウォーバスク『ジュエル・ド・パリ!!』（全国ツアー）[30]
- 2023年12 - 2024年2月、『ボイルド・ドイル・オンザ・トイル・トレイル』 - アーサー・コナン・ドイル『FROZEN HOLIDAY（フローズン・ホリデイ）』[31]
- 2024年4 - 5月、『ALL BY MYSELF』（相模女子大学グリーンホール・NHK大阪ホール） - ブルーム[32]
- 2024年7 - 10月、『ベルサイユのばら-フェルゼン編-』 - ハンス・アクセル・フォン・フェルゼン 退団公演[22]

## 出演イベント
- 2009年6月、『百年への道』[注釈 6]
- 2010年12月、タカラヅカスペシャル2010『FOREVER TAKARAZUKA』
- 2014年12月、タカラヅカスペシャル2014『Thank you for 100 years』
- 2015年12月、タカラヅカスペシャル2015『New Century，Next Dream』
- 2017年10月、第54回『宝塚舞踊会』[33]
- 2017年12月、タカラヅカスペシャル2017『ジュテーム・レビュー-モン・パリ誕生90周年-』
- 2018年5月、『凱旋門』前夜祭
- 2018年12月、タカラヅカスペシャル2018『Say! Hey! Show Up!!』
- 2019年12月、タカラヅカスペシャル2019『Beautiful Harmony』
- 2024年8月、彩風咲奈ディナーショー『LAST MISSION』 主演

## 宝塚歌劇団退団後の主な活動

### ライブ・コンサート
- 2025年5月、彩風咲奈1st Concert『no man’s land』（梅田芸術劇場・東京国際フォーラム）[34]
- 2025年10月、彩風 咲奈 ディナーショー2025『MISSION』（第一ホテル東京・宝塚ホテル）[35]

### イベント
- 2025年10月、Musical Celebration 2025『Japan★Korea －The Echoes(エコーズ)－』（大手町三井ホール）[36]

### ラジオ
- 2025年、FM FUJI『水夏希のBeauty Voice』（2025年8月15日公開収録、原宿の杜 ルアール東郷）

## TV出演
- 2019年7月、フジテレビ『2019 FNSうたの夏まつり』[7]

## 広告
- 2008年、『阪急阪神』初詣ポスターモデル[9][10]

## 受賞歴
- 2018年、『宝塚歌劇団年度賞』 - 2017年度努力賞[37]
- 2021年、『宝塚歌劇団年度賞』 - 2020年度努力賞[38]
- 2022年、『阪急すみれ会パンジー賞』 - 男役賞[39]
- 2024年、『宝塚歌劇団年度賞』 - 2023年度優秀賞[40]